# Iphiaulax callipterus
Iphiaulax callipterus är en stekelart som beskrevs av Henri Saussure 1892. Iphiaulax callipterus ingår i släktet Iphiaulax och familjen bracksteklar. Inga underarter finns listade i Catalogue of Life.